# Звіяні вітром (роман)
«Звіяні вітром» або «Розвіяні вітром» або «Віднесені вітром» (англ. Gone with the Wind) — роман американської письменниці Марґарет Мітчелл, написаний у 1936 році. Наступного року роман отримав Пулітцерівську премію. У романі розповідається про життя Скарлет О'Хара у період громадянської війни в США. Скарлетт, спочатку вередливому дівчиську, доньці багатого плантатора із Джорджії, довелося пройти через важкі життєві випробовування, пов'язані з війною й злиднями, які загартували її характер. Екранізація роману побачила світ у 1939 році й вважається класикою кінематографу.
Книга посідає номер 16 у Рейтингу 100 найкращих книг усіх часів журналу Ньюсвік.

## Сюжет
Роман охоплює події, що відбувалися протягом 12 років, у період з 1861 по 1873 рік.
Це історія громадянської війни між промисловими північними і південними землеробськими штатами Америки. Політична і економічна обстановка в країні складалася таким чином, що жителям півночі для роботи на заводах невигідно було тримати рабів, їм потрібні були вільнонаймані працівники, тоді як південцям для роботи в полях ідеально підходили раби. В результаті, у відповідь на вимоги Півночі про скасування рабовласництва південні штати спробували утворити свою власну державу. З цього і почалася війна.
Юна Скарлетт О'Хара, наполовину ірландка, наполовину француженка, володіє рідкісним даром зачаровувати чоловіків. Вона впевнена: всі від неї в захваті, особливо Ешлі Уїлкс. Але незабаром красуню осягає перше розчарування: Ешлі заручений зі своєю кузиною Мелані, яка здається Скарлетт невдахою і поганулею.
Скарлетт впевнена, що варто їй тільки порозумітися з Ешлі, як все чудесним чином повернеться на круги своя, і Ешлі тут же зробить їй пропозицію руки і серця. Вислухавши її зізнання, Ешлі відповідає, що їхні почуття взаємні, однак він не може порушувати свого слова і тому одружується на Мелані. На довершення, виявляється, що їх розмову випадково підслухав Ретт Батлер — людина з неабияк підмоченою репутацією. В сум'ятті Скарлетт вибігає з бібліотеки, де все трапилося, і чує, як її обговорюють знайомі дівчата, серед яких сестри Ешлі і Мелані.
Бажаючи помститися сестрам Ешлі Індії та Мілочці і самому Ешлі, який збирається одружуватися на Мелані, вона приймає пропозицію Чарльза Гамільтона, брата Мелані і шанувальника Мілочки. Через два тижні вона виходить за нього заміж за день до весілля Ешлі Уїлкса і Мелані Гамільтон.
Починається війна. Чарльз гине в таборі південців, підхопивши кір і навіть не встигнувши потрапити в бій, залишивши дружині у спадок сина Уейда. Їй 17 років, але вона вдова, їй доведеться носити траур до кінця свого життя, яке, втім, для неї закінчене. Немає більше танців і шанувальників, немає безтурботності і щастя. Налякана і шокована такою швидкою зміною в житті, Скарлетт їде в Атланту до родичів чоловіка. Вона зупиняється у тітки Пітті, там же живе і Мелані. Знаючи це, Скарлетт не втрачає надію бути ближче до Ешлі.
Там вона знову зустрічає Ретта, який тепер допомагає їй повернути колишню безтурботність, запевняє, що для неї не усе втрачено. І хоча вона йде проти прийнятих у суспільстві правил і знімає траур раніше часу, Скарлетт щаслива. Єдине, що отруює її життя — їдкі зауваження і жарти Ретта, який, виявляється, незчисленно багатий і виявляє до Скарлетт увагу.
Суворі погляди південців на умовності поступово змінюються, війна диктує свої правила, молоді дівчата — а Скарлетт вже вважається поважною матроною, хоча їй лише 19 років — дозволяють собі те, чого вона сама собі ніколи б не дозволила. Звичний світ валиться: раніше всі жили своїм тісним колом, знали один одного з дитинства, тепер же ці хлопчаки в чужих краях, а Атланта наповнена новими особами.
Після різдвяної відпустки Ешлі Мелані оголошує, що вагітна. Вагітність протікає дуже важко, Ешлі зник безвісти і, судячи з усього, перебуває в полоні. Тим часом, Ретт Батлер пропонує Скарлетт стати його коханкою, але отримує відмову.
Янкі підходять все ближче і ближче до Атланти, жителі покидають місто. Потрібно втікати, але Мелані не витримає переїзду, а Скарлетт, пов'язана обіцянкою піклуватися про Мелані і дитину, яку вона дала Ешлі, не може її залишити, хоча їй приходять думки про те, що було б краще, якби Мелані померла. В день, коли впала Атланта, Скарлетт виявляється єдиною поруч з Мелані і приймає в неї пологи, тепер у Ешлі є син — Бо Вілкс.
Ретт, дізнавшись, що Мелані народила, знаходить коня з візком, і вони покидають обложену Атланту. Однак на півдорозі Ретт заявляє, що обов'язок і честь кличуть його записатися в ряди конфедератів, і він повинен залишити жінок. Скарлетт божеволіє від жаху і клянеться ненавидіти його до самої смерті. І, починається довга дорога додому.
Скарлетт, Мелані, двом дітям і служниці Пріссі вдається неушкодженими дістатися до Тари. Там, далеко від галасливого світу має бути тихіше. Тара ціла, хоч темна і спорожніла. У будинку був влаштований штаб янкі, негри розбіглися, залишилися тільки найбільш вірні: няня сім'ї о'Хара — Мамка, лакей Джеральда — Порк, і його дружина, самбо, Ділсі.
Але Скарлетт дізнається, що її мати померла незадовго до її повернення, доглядаючи за її сестрами, хворими на тиф, а ще через деякий час з'ясовується, що батько її, не перенісши втрату, збожеволів. "Йому все здавалося, що Еллін десь поруч, ось-ось увійде в кімнату, шелестячи своєю чорною сукнею, яка пахне лимонної вербеною. Він втратив інтерес до життя, його не цікавили більше справи, «немов Еллін і була тією залою для глядачів, перед якою розігрувався захопливий спектакль під назвою „Життя Джеральда о'Хара“, а тепер зала спорожніла, згасли вогні рампи…».
У Скарлетт немає часу сумувати, вона виявляється єдиною людиною, яка в змозі вирішувати проблеми своїх близьких і рідних, піклуватися про плантації й приймати рішення. Незабаром управління Тарою повністю зосереджується в руках Скарлетт. Їй важко долати свою гордість, а також примхи сестер і снобізм слуг — всі вони вважають, що важка робота в полі і вдома — не для шляхетних панночок і домашніх слуг. Однак воля Скарлетт долає опір домашніх, і вони навіть встигають зібрати невеликий урожай. Перший том закінчується тим, що в Тару приїжджає Ешлі.
У Скарлетт немає грошей, щоб заплатити податки за Тару, і вона вирішує, наступити на свою гордість, звернутися за допомогою до Ретта. Вона їде в Атланту, але дізнається, що той у в'язниці. Всі її мрії — спокусити Батлера і випросити грошей — зійшли нанівець. У розпачі, а також заради грошей, вона виходить заміж за Френка Кеннеді, нареченого своєї сестри Сьюлін. У шлюбі з Френком вона виявляє в собі незвичайну підприємницьку хватку: займається магазином Френка і купує тартак, завдяки чому голод, злидні і страх відступають.
У Скарлетт і Френка народилася дочка Елла Лоріна. Ешлі пропонують роботу на Півночі, але Скарлетт, яка не хотіла розлучатись з коханим, вмовляє Мелані переїхати в Атланту. Скарлетт продовжує опікати Ешлі, знаходить йому роботу на своїй лісопилці і не перестає мріяти про їх можливе щастя.
Під час однієї з поїздок на тартак на Скарлетт нападають розбійники — вільні негри. Френк, дізнавшись про це, бере участь у набігу ку-клукс-клану на табір вільних негрів і гине. Ретт у ніч після похорону робить Скарлетт пропозицію. Для неї починається нове життя. Від Ретта у Скарлетт народжується ще одна улюблена дитина — Бонні Блу. Ретт безмежно любив дочку, але у віці 4 років дівчинка загинула, впавши зі свого поні. Після цього Ретт і Скарлетт остаточно віддалилися один від одного.
Вмирає через другу вагітність Мелані, перед смертю сказавши Скарлетт, що Ретт її любить. Скарлетт розуміє, що ніколи не любила Ешлі по-справжньому, що насправді вона вже давно любить Ретта Батлера. Впевнена в тому, що тепер все зміниться і вони зможуть знову бути щасливі, вона прагне зізнатися йому в своїх почуттях. Однак він оголошує їй, що його почуття до неї померли і вона стала йому майже повністю байдужа. Але Скарлетт не хоче з цим миритися і має намір повернути його.

Я подумаю про це завтра, в Тарі. Тоді я зможу. Завтра я знайду спосіб повернути Ретта. Адже завтра вже буде інший день.

## Герої

### Скарлетт О'Хара
Головна героїня. На початку роману їй 16 років, вона — кокетка, спадкоємиця багатого маєтку, оточена любов'ю і турботою батьків і численних слуг.
Її головна мета — стати дружиною Ешлі Уїлкса. Починається війна, і Скарлетт поступово дорослішає: спочатку вона втрачає шанс вийти за Ешлі, стає дружиною Чарльза Гамільтона, який обожнює її, але абсолютно байдужий їй самій. Незабаром стає вдовою.
Вона починає відчувати тягар соціальних зобов'язань: носіння трауру за нелюбим чоловіком, обов'язки вихваляти Праве Діло, в якому для неї немає нічого святого. Переживши мрії отроцтва, які зійшли нанівець, смерть близьких, Громадянську війну 1861—1865 рр., Реконструкцію Півдня, наприкінці роману (1873 рік) Скарлетт — жінка, яка втратила друзів, любов, улюблене дитинча, батьків, підтримку в очах суспільства — не здається.
Вона каже собі, що «завтра буде новий день», коли вона зуміє все виправити всі помилки і дурість у своєму житті. Головне в її характері — це життєва хватка, стійкість і сила.

### Ретт Батлер
Чоловік, який нехтує порядками і думкою суспільства, красень і багач. Цинічний, хоробрий, рішучий і заповзятливий. Для досягнення успіху в справах не цурається різних методів. Його репутація не найкраща, однак це надзвичайно розумна, мудра, іноді делікатна людина, що розуміє і цінує душевну красу людей (наприклад, Мелані Уїлкс), вміє любити.
Ретт Батлер — справжня любов Скарлетт. Це людина, яка ніколи її не зраджувала. Чоловік, який кохав її до нестями і розумів як ніхто інший. Але разом з тим, він чудово усвідомлював, що показати Скарлетт її владу над собою — означає назавжди втратити шанс підкорити її серце.

### Ешлі Уїлкс
Перша любов Скарлетт, що тривала понад 14 років (з 14 до 28-річного віку Скарлетт).
Це людина, що довгий час жила у своєму власному світі. Хоча він був одним з найкращих стрільців, наїзників і картярів Джорджії, його набагато більше вабила література, поезія і філософія. Займатися всім цим дозволяв йому статус багатого плантатора і рабовласника.
На війні він проявив себе як умілий і хоробрий офіцер, в післявоєнний період став одним з місцевих лідерів Ку-Клукс-Клану.
Після війни він залишився ні з чим: раби здобули свободу, а плантація була знищена війною. Під час Реконструкції, коли стали важливі ділова хватка, підприємливість і, почасти, безпринципність, він розгубився. Він виявився абсолютно непристосованим до нового світу. Він чудово усвідомлює це, у зв'язку з чим йому доводиться ще важче. Якби не було Скарлетт, як зізнавався Ешлі їй, він пішов би в небуття, як і безліч інших колись багатих і могутніх плантаторів Півдня.
Він повинен був одружитися з кузиною Мелані Гамільтон, і одружується на ній, але не може подолати фізичного потягу до Скарлетт, який та приймає за глибокі почуття. Насправді Ешлі не міг розібратися, що все життя любив тільки Мелані, а Скарлетт лише бажав. Зрозумів він це лише після смерті дружини.
Протягом усього роману він постійно протиставляється Ретту Баттлеру (вустами Скарлетт, Мелані і самого Ретта). Вони приблизно однакового віку, виховання та соціального статусу. Обидва умілі стрільці й наїзники, обидва не бояться небезпеки. Однак протилежно дивляться на обов'язок, честь та совість, на загальноприйняті норми і мораль. Ешлі не може змусити себе переступити через них, навіть усвідомлюючи їх помилковість; Ретт відверто плює на все, що йде врозріз з його власною думкою.
Це проявляється в схожих ситуаціях, в які потрапляють герої. Від Ешлі всі чекають, що він візьме за дружину свою кузину, і він робить це, хоча перед весіллям зізнається в любові Скарлетт. Ретт же відмовляється одружуватися на дівчині, якій, згідно з загальним переконанням, зобов'язаний був зробити пропозицію. Коли починається війна, Ешлі йде битися, хоча не розділяє її цілей (заявляє, що звільнив би своїх рабів після смерті батька), тоді як Ретт вирішує зайнятися контрабандою товарів, які різко подорожчали через війну. Для заробляння грошей Ешлі соромиться використовувати працю каторжників під батогом, або приймати грошову допомогу від жінки, в тоді як Ретт спокійно заробляє заняттями, які люди його кола зневажають — професійним картярством, торгівлею (зокрема з ворогами рідної країни), саквояжництвом. У відносинах зі Скарлетт Ешлі відмовляється від неодноразово запропонованих нею ж шлюбу, спільного втечі або інтимної близькості, хоча дає зрозуміти, що хоче цього, але вище своїх бажань ставить інтереси своєї сім'ї, дружини і дитини; Ретт же, не вагаючись, сам спочатку пропонує Скарлетт стати його коханкою, а потім дружиною (причому в день похорону попереднього чоловіка).

### Решта
- «'Чарльз Гамільтон»' — один з кавалерів Скарлетт, перший її чоловік, за якого вона вийшла, щоб помститися Ешлі, який женився на Мелані. Незабаром після весілля зі Скарлетт відбуває на фронт. Пізніше приходить лист про швидку смерть Чарльза від кору.
- «'Мелані Гамільтон Уїлкс»' — сестра Чарльза, дружина Ешлі. Добра і чесна, ніжна і любляча, завжди вірила людям, головне місце в її серці займала Скарлетт. Це «справжня леді», за словами Ретта Батлера. Ніколи не вірила чуткам, особливо тим, що ганьбили репутацію її улюбленої подруги Скарлетт. Мелані чиста і душею і серцем, вона вірить у справжню любов і віддану дружбу. Одна з перших побачила справжні почуття Ретта до Скарлетт.

Мелані — чиста, світла дівчина, добра і чесна. Її м'якість і довірливість не раз псували їй життя. Слабка фізично, вона володіє сильним, великодушним характером. Саме Мелані дає ім'я дочці Скарлетт і Ретта, саме їй відкривається Ретт, тільки з нею Ешлі такий, яким він є. Любов Мелані — безкорислива, віддана і справжня.
- «'Сьюлін і Керрін»' — сестри Скарлетт. Після закінчення війни лагідна і ніжна Кіррін, яка все життя любила одного з шанувальників Скарлетт, загиблого на війні, вирушає в монастир в Чарльстоні. А Сьюлін, яка ніяк не могла пробачити Скарлетт за те, що та відібрала в неї нареченого Френка Кеннеді, виходить за Уїлла Бентіна — солдата Конфедерації, який залишається в Тарі і допомагає по господарству.
- «'Френк Кеннеді»' — наречений Сьюлін, другий чоловік Скарлетт. Член ку-клукс-клану, його вбито під час нападу на наметове містечко вільних негрів.
- «'Бо (Борегар) Уїлкс»' — син Ешлі і Мелані.
- «'Уейд Хемптон Гамільтон»' — син Скарлетт і Чарльза. Тиха і скромна дитина. Вшановує пам'ять батька, любить матір і настільки ж сильно боїться її.
- «'Елла Лоріна Кеннеді»' — дочка Скарлетт і Френка.
- «'Бонні Блу Батлер»' — дочка Скарлетт і Ретта, уроджена «Юджин Вікторія Батлер». Прізвисько «Бонні» дістала від Мелані, яка сказала, що очі дівчинки такі ж блакитні, як колишній прапор Конфедерації. Вона померла у 4 роки, впавши з коня і зламавши собі шию. Яскрава, життєрадісна, красива і улюблена дочка Скарлетт і Ретта. Ретт балує її як може і ні в чому не відмовляє. Тільки заради її добробуту і майбутнього положення в суспільстві він нехтує своїми правилами і манерами поведінки, стає чесним демократом і починає вести дружбу зі «старою гвардією» Атланти. Після її смерті Ретт збожеволів від горя і відчаю, а Скарлетт звинувачувала у всьому чоловіка.

## Продовження
- «Скарлетт», Александра Ріплі: роман про те, що сталося з Реттом і Скарлетт після.
- «Люди Ретта Батлера», Дональд Маккейг: історія «Звіяних вітром», яка розкриває паралельно життя Ретта.

Існує також велика кількість неофіційних продовжень. Деякі з них написані в США (наприклад, «Вітри Тари» Кетрін Пінотті), деякі — на пострадянському просторі (наприклад, «Ретт Батлер» і «Остання любов Скарлетт» під псевдонімом «Джулія Хиллпатрик») і невідомі західним читачам.

## Авторські права
Після смерті Маргарет Мітчелл в 1949 році авторські права на твір були розділені в рівних частках між її племінниками Джозефом і Юджином Мітчеллом. У 2012 році після смерті Джозефа його частка перейшла за заповітом до католицької архиєпархії Атланти, США Католицької архиєпархії дісталися 50 % прав на «Звіяних вітром»

## Назва роману
- Спочатку авторка планувала назвати роман «Tote Your Heavy Bag» або «Tomorrow is Another Day».
- Назва «Gone with the Wind» ґрунтується на третій строфі вірша Ернеста Доусона[en] «Non Sum Qualis eram Bonae Sub Regno Cynarae»:

I have forgot much, Cynara! gone, «'gone with the wind»',

Flung roses, roses riotously with the throng,

Dancing, to put thy pale, lost lilies out of mind;

But I was desolate and sick of an old passion,

Yea, all the time, because the house was long:

I have been faithful to thee, Cynara! in my fashion.

## Видання
- Margaret Mitchell: Gone with the wind. Macmillan Publishers, New York 1936. ISBN 978-0684830681

## Переклади українською
Перший український переклад «Звіяних вітром» було видано 1992 року у видавництві «Дніпро».
- Маргарет Мітчелл. «Звіяні вітром» у 2-ох томах. Переклад з англійської: Ростислав Доценко; Художнє оформлення: В. І. Бариба, О. В. Штрамило. Київ: «Дніпро». 1992 р. 544 та 560 стор. ISBN 5-308-01143-5 (обидва томи) ISBN 5-308-01141-9 (Книга 1) ISBN 5-308-01142-7 (Книга 2)
- Маргарет Мітчелл. «Розвіяні вітром» у 2-ох томах. Переклад з англійської: Ростислав Доценко. Харків: «Фоліо». 2004 р. 590 та 592 стор. ISBN 966-03-2546-0. (обидва томи) ISBN 966-03-2547-9 (Книга 1) ISBN 966-03-2548-7 (Книга 2)
- Маргарет Мітчелл. «Звіяні вітром». Переклад з англійської: Ростислав Доценко. Київ: «Країна Мрій». 2016 р. 936 стор. ISBN 978-966-923-111-6